# 離藥金藥箭
離藥金藥箭（学名：Eleutheranthera ruderalis）为菊科離藥金藥箭屬下的一个种。